# بروس مانسون
بروس مانسون (بالإنجليزية: Bruce Manson) مواليد 20 مارس 1956 في لوس أنجلوس، هو لاعب كرة مضرب أمريكي سابق بدأ مسيرته كمحترف سنة 1977 وكان يلعب باليد اليسرى، اعتزل اللعب في 1985. أعلى تصنيف له في الفردي كان المركز الـ 39 في سنة 1982. أعلى تصنيف له في الزوجي كان المركز الـ 17 في سنة 1981.

## روابط خارجية
- بروس مانسون على موقع رابطة محترفي التنس (الإنجليزية)
- بروس مانسون على موقع الاتحاد الدولي لكرة المضرب (الإنجليزية)
- بروس مانسون على موقع خلاصة التنس.كوم (الإنجليزية)